# Рауль III де Вексен
Рауль III де Вексен (фр. Raoul III de Vexin), также известный как Рауль Мантский (фр. Raoul de Mantes; ум. 1060) — граф Валуа в 1017/1024 — 1038, старший сын Готье II Белого, графа Амьена, Вексена и Валуа, и Аделы.

## Биография
После смерти графа Амьена, Вексена и Валуа Готье II Белого его сыновья для того, чтобы сохранить родовые владения в семье, разделили их между собой. Старший, Рауль III, получил графство Валуа с крепостью Крепи-ан-Валуа. Второй сын, Дрё, получил графства Амьен и Вексен. Ещё один сын, Фульк I, стал епископом Амьена.
О правлении Рауля известно мало. Он был сторонником графа Блуа Эда II. В 1030 году он упоминается в акте короля Роберта II Благочестивого.
В 1038 году графом Валуа был уже его сын Рауль IV Великий. О дальнейшей судьбе Рауля III ничего не известно. Умер он в 1060 году.

## Брак и дети
Жена: Адела (Алиса) де Бретёй (ум. 11 сентября 1051), дочь Гильдуина де Бретей, графа де Бретёй и виконта Шартра, и Эммелины. Дети:
- Рауль IV Великий, граф Валуа (Рауль IV) с 1038, граф де Бар-сюр-Об и Витри-ан-Пертуа (по праву жены) ?—1053, граф Амьена и Вексена (Рауль III) с 1063
- Тибо

Вероятно также сыном Рауля был Готье I, сеньор де Гиз, родоначальник дома сеньоров де Гиз.